# Гувен (Огайо)
Гувен (англ. Hooven) — переписна місцевість (CDP) в США, в окрузі Гамільтон штату Огайо. Населення — 464 особи (2020).

## Географія
Гувен розташований за координатами 39°10′54″ пн. ш. 84°46′7″ зх. д. / 39.18167° пн. ш. 84.76861° зх. д. (39.181760, -84.768535).  За даними Бюро перепису населення США в 2010 році переписна місцевість мала площу 6,85 км², з яких 6,65 км² — суходіл та 0,20 км² — водойми.

## Демографія
Згідно з переписом 2010 року, у переписній місцевості мешкали 534 особи в 193 домогосподарствах у складі 142 родин. Густота населення становила 78 осіб/км².  Було 211 помешкання (31/км²).
Расовий склад населення:
| - 92,7 % — білих - 1,9 % — корінних американців - 1,1 % — чорних або афроамериканців - 1,9 % — осіб інших рас |

До двох чи більше рас належало 2,4 %. Частка іспаномовних становила 5,2 % від усіх жителів.
За віковим діапазоном населення розподілялося таким чином: 25,8 % — особи молодші 18 років, 59,8 % — особи у віці 18—64 років, 14,4 % — особи у віці 65 років та старші. Медіана віку мешканця становила 38,8 року. На 100 осіб жіночої статі у переписній місцевості припадало 117,1 чоловіків;  на 100 жінок у віці від 18 років та старших — 118,8 чоловіків також старших 18 років.
За межею бідності перебувало 7,2 % осіб, у тому числі 2,0 % дітей у віці до 18 років та 0,0 % осіб у віці 65 років та старших.
Цивільне працевлаштоване населення становило 308 осіб. Основні галузі зайнятості: освіта, охорона здоров'я та соціальна допомога — 30,8 %, транспорт — 16,9 %, виробництво — 13,6 %, будівництво — 10,7 %.